# スティーリアン
株式会社スティーリアン（英: STEALIEN Inc.）は、大韓民国に本社を置く2015年設立されたサイバーセキュリティ専門企業である。主要事業分野はモバイルアプリセキュリティソリューション、セキュリティコンサルティング、R＆Dなどである。2019年にはインドネシアに法人を設立した。

## 事業内容
- デジタルアプリケーションセキュリティソリューション研究開発
- セキュリティコンサルティング(ペネトレーションテスト)
- サイバーハッキングトレーニングシステム
- R&D

## 沿革
- 2015年2月 - 株式会社スティーリアン創立
- 2016年11月 - モバイル技術大賞SKテレコム賞 受賞
- 2017年7月 - STEALIEN App-Suit Premium v2.5 GS(Good Software)認証1等級を取得
- 2018年12月 - SW品質大賞 最優勝賞 受賞
- 2019年7月 - SW著作権 登録
- 2020年4月 - SW高成長クラブ200に選定
- 2021年4月 - STEALIEN App-Suit AntiVirus GS(Good Software)認証1等級を取得
- 2022年3月 - 英 FT アジア太平洋高成長企業に選定
- 2022年4月 - SW高成長クラブ200に再選定
- 2023年3月 - 英 FT アジア太平洋高成長企業に再選定